# Büsingen am Hochrhein
Büsingen am Hochrhein es un pequeño pueblo de Alemania (1,600 hab., 7.6 km², sus coordenadas son 47°42′18″N 08°41′31″E / 47.70500, 8.69194 ) completamente rodeado por territorio de los cantones suizos de Escafusa, Turgovia y Zúrich. Se ubica al norte del río Rin, cerca de la ciudad de Zúrich.
Dueño de una situación geográfica excepcional, utiliza los servicios de ambos países para sus necesidades de transporte público, correo y teléfono, los que operan de forma conjunta.
Políticamente Büsingen es parte de la República Federal de Alemania, formando parte del distrito de Constanza, del estado federado de Baden-Wurtemberg, pero económicamente depende de la zona aduanera suiza, al igual que el principado de Liechtenstein. Pese a que la única moneda de curso legal es el euro, en el día a día es utilizado el franco suizo. 

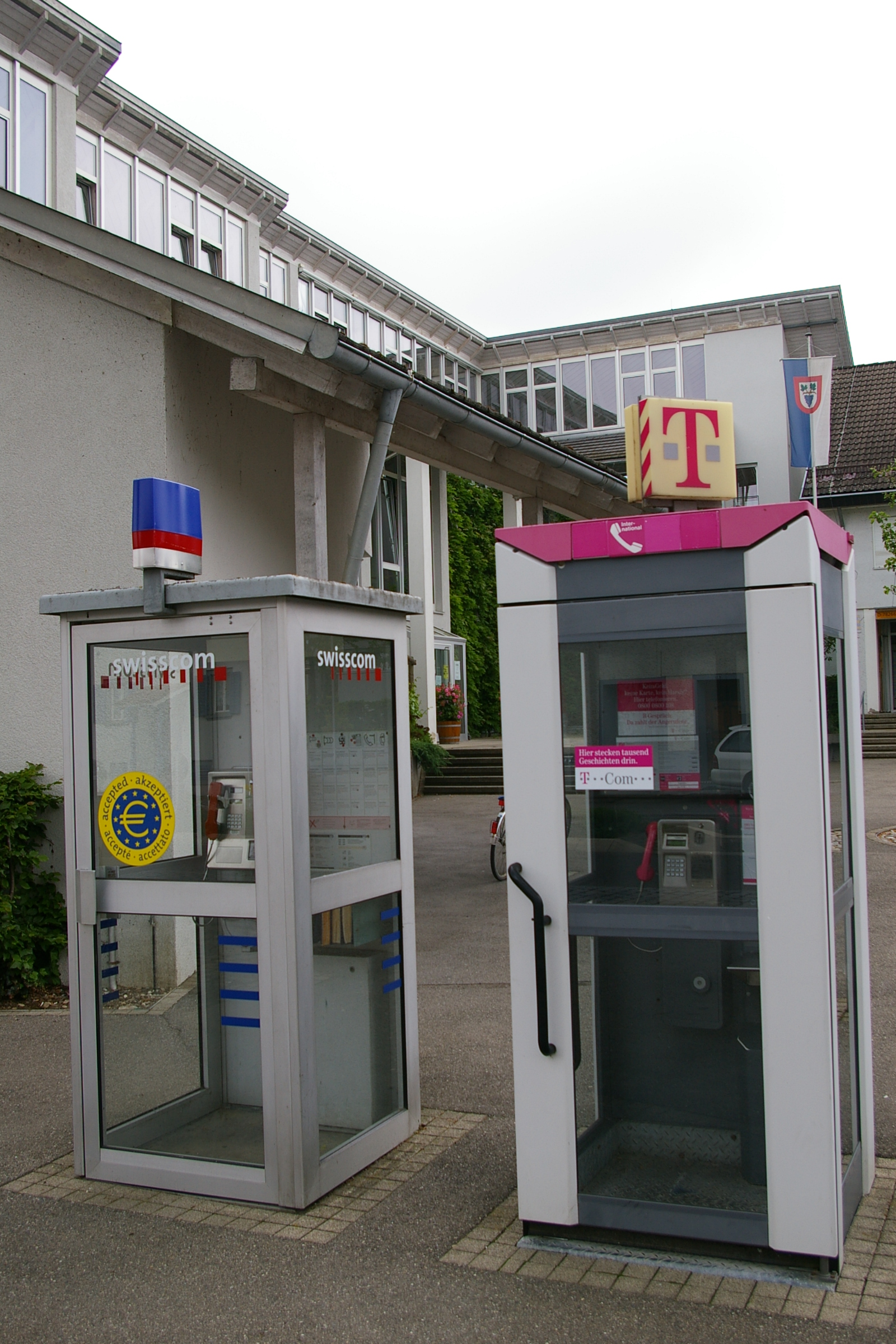
Cabinas telefónicas alemanas y suizas en la ciudad.

Es tal la duplicidad en los servicios públicos prestados que, por ejemplo, para enviar una carta se puede utilizar el código postal de ambos países. En el caso helvético sería:
Junkerstr. 86
CH-8238 Büsingen
y en el alemán:
Junkerstr. 86
D-78266 Büsingen am Hochrhein
Igualmente los residentes de Büsingen pueden utilizar su teléfono con los números de ambos países.
Büsingen tiene también su propia placa de coche BÜS en vez de KN (distrito de Constanza) o SH (cantón de Escafusa).
En 1918, un referéndum tuvo lugar en la ciudad, en el cual el 96 % de los votantes estuvo de acuerdo con formar parte de la Confederación Suiza. Sin embargo el país alpino no tenía nada que ofrecer a cambio del territorio, por lo que Büsingen siguió formando parte de Alemania como un exclave. Los intentos posteriores de unión fueron rechazados por Suiza. El territorio actual fue definido en 1967 en negociaciones conjuntas. Al mismo tiempo otro pequeño exclave alemán, Verenahof (tres viviendas y menos de una docena de personas) se convirtió en parte de Suiza. 